# Eudoliche achatina
Eudoliche achatina är en fjärilsart som beskrevs av Butler 1878. Eudoliche achatina ingår i släktet Eudoliche och familjen björnspinnare. Inga underarter finns listade i Catalogue of Life.